# SYR8: Andre Sider Af Sonic Youth
SYR8: Andre Sider Af Sonic Youth es un álbum de la banda Sonic Youth, junto con Mats Gustafsson y Merzbow. Es el octavo lanzamiento de la serie SYR, y salió al mercado el 28 de julio de 2008.
El álbum fue grabado el 1 de julio de 2005 en el Festival de Roskilde, y mantiene la tradición del sello de escribir el contenido de las carátulas en idiomas foráneos, siendo esta vez utilizado el danés. El título significa "Otros lados de Sonic Youth".

## Lista de canciones
| N.º   | Título                       | Duración |  |
| 1.    | «Andre Sider af Sonic Youth» | 57:32    |  |
| 57:32 |                              |          |  |

## Créditos
- Sonic Youth
  - Thurston Moore (guitarra, voz)
  - Lee Ranaldo (guitarra, voz)
  - Kim Gordon (bajo, voz)
  - Steve Shelley (batería)
- Jim O'Rourke (guitarra)
- Mats Gustafsson (saxofón)
- Merzbow (computadora portátil)